# Pseudicius koreanus
Pseudicius koreanus là một loài nhện trong họ Salticidae.
Loài này thuộc chi Pseudicius. Pseudicius koreanus được Wanda Wesołowska miêu tả năm 1981.